# 페트리 린드로스
페트리 린드로스(순다어: Petri Lindroos, 1980년 1월 10일)는 핀란드의 멜로딕 데스 메탈/바이킹 메탈 보컬/기타리스트이다.
1996년 레퀴엠(Requiem)이라는 밴드를 결성, 후에 밴드명을 노더로 바꿔 2009년까지 활동했다. 2004년 핀란드의 포크 메탈/바이킹 메탈 밴드 엔시퍼럼(Ensiferum)에 가입해 활동해 오고 있다. 그의 노더 탈퇴도 엔시퍼럼에서의 활동과 관련된 것으로 알려져 있다.
초기에는 잭슨 기타를 사용했으나, 2004년 노더 3집 'Death Unlimited'를 기점으로 크라머 기타를 사용하고 있다.